# Rebasmäe oja
Rebasmäe oja är ett vattendrag i Estland.   Det ligger i landskapet Põlvamaa, i den sydöstra delen av landet, 230 km sydost om huvudstaden Tallinn.